# 2020년 튀링겐 정치 위기

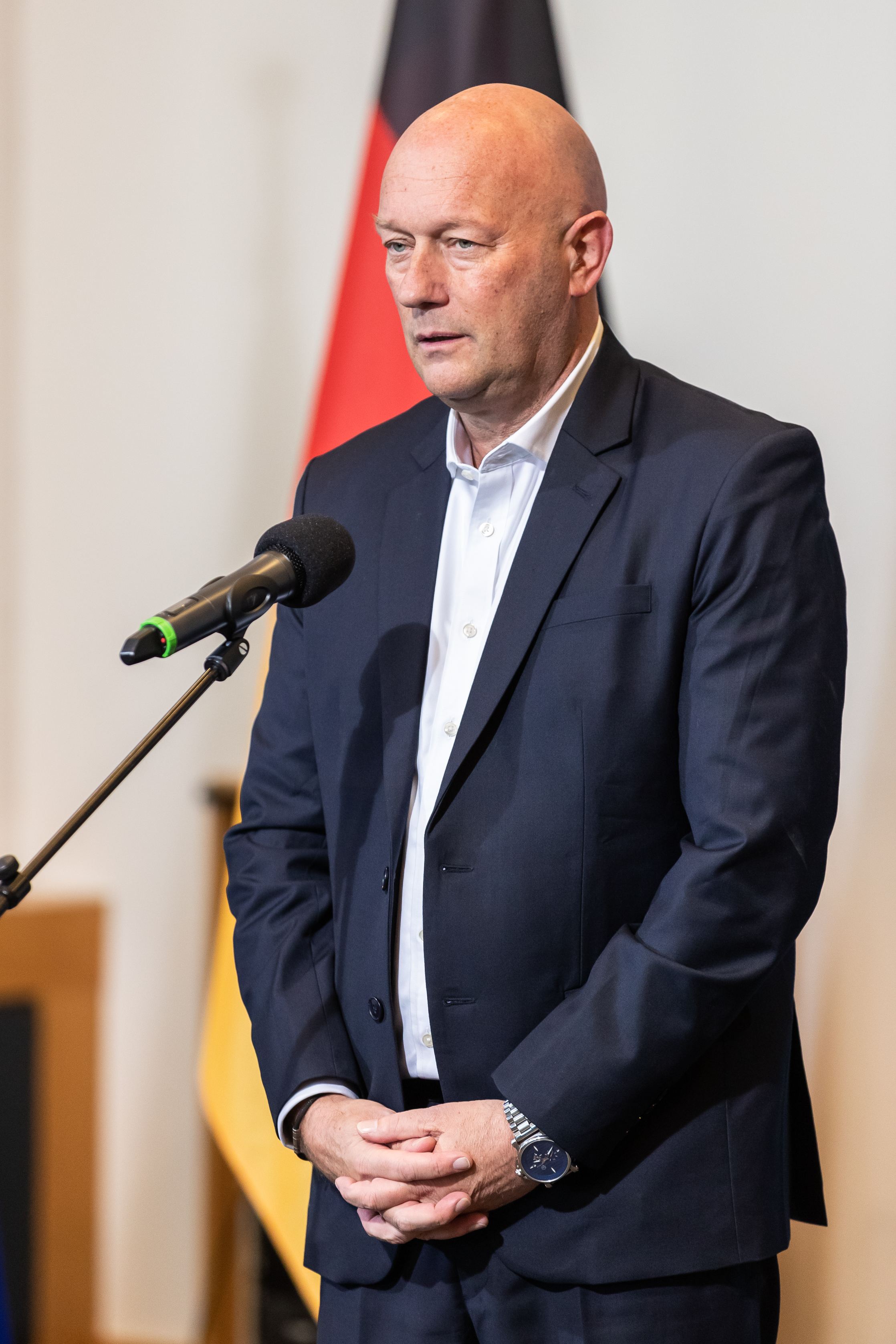
튀링겐주 임시 총리 토마스 켐머리히(FDP)

2020년 튀링겐 정치 위기는 2020년 2월 5일 독일을 위한 대안, 독일 기독교민주연합, 독일 자유민주당의 투표로 토마스 켐머리히(FDP)가 튀링겐 주총리로 선출되면서 시작되었다. 재통일 이후 독일의 역사 최초로 주 총리가 우익 포퓰리스트와 일부 우익 극단주의 AfD의 표를 받아 선출되었기 때문에 이 선거는 국내 및 국제적 관심을 받았다.
튀링겐 주정부는 4주 동안 총리만으로 구성되었다. 2020년 2월 8일 켐머리히가 사임했고 2020년 3월 4일 전임 총리였던 보도 라멜로가 다시 선거로 당선되기까지 임시 정부 상태를 유지했다. 켐머리히가 당선된 이후에도 독일 연방상원에 주 대표를 파견하지 않았으며, 켐머리히 그 자신도 연방상원에 주 대표로 임명되기를 거부했다. 그 결과 정부 업무에 참여하지 않은 혐의로 기소되었다.
2019년 튀링겐 주의회 선거 결과 어떠한 정당 연합도 과반수 의석을 차지하지 못한 것에서 위기가 시작되었다. 켐머리히가 당선된 후 안네그레트 크람프카렌바우어가 CDU 연방 의장에서 사임했고, 미케 모링(Mike Mohring)이 CDU 튀링겐 지역당 대표와 교섭단체 대표에서 사임했고, 독일 연방정부 신연방주 사무관이었던 크리스티안 히르테(Christian Hirte)가 해임되었다.

## 2019년 튀링겐 주의회 선거

### 선거 결과

튀링겐 주의회 의석 배분
좌파당: 29석
사민당: 8석
녹색당: 5석
자민당: 5석
기민련: 21석
대안당: 22석

2019년 10월 튀링겐 주의회 선거 결과로, 2014년부터 집권했던 좌파당 소속 보도 라멜로 주총리의 적적녹 연정이 더 이상 과반을 차지하지 못하게 되었다. CDU와 FDP가 선호하는 짐바브웨 연정(CDU-SPD-FDP-Grüne) 또한 과반을 차지하지 못했다. 주 의회의 어느 정당도 비외른 회케(Björn Höcke)가 대표였던 AfD 교섭 단체와 협상을 원하지 않았기 때문에 과반수를 차지하는 연정이 이뤄질 가능성은 거의 없었다. 이론적으로 과반을 차지할 수 있었던 연정은 적적녹 연정에 FDP가 참여하거나, 좌파당과 기민련이 연정을 이루는 것 뿐이었다. 이러한 상황에서 전임 보도 라멜로 총리가 의회 내 선거 없이 총리직을 계속할 가능성이 언급되기 시작했다.

### 연정 협의
CDU 튀링겐 지역당에서는 2019년 총선 이후 두 가지로 의견이 나뉘었다. 주의회 의원 2명과 일부 지역 정치인은 AfD와의 협의를 제안했고, 다른 일부는 이전 주총리 보도 라멜로와 협의를 시도했다. 후자의 의견은 CDU 튀링겐 지역당 대표 미케 모링도 동의했다. 그는 10월 말에 라멜로 총리를 만나려는 의도로 CDU 당대표 안네그레트 크람프카렌바우어를 방문했다. CDU 측에는 "좌파당과는 여전히 협력할 수 없다. 모링과 라멜로의 접촉은 주의회 내 문제일 뿐이다"임을 상기시켰다.
FDP는 10월 말에 AfD나 좌파당 모두와 협력할 수 없다고 밝혔다.
2020년 1월 12일 라멜로와 모링의 회담에서 의회 야당과 라멜로 사이의 관계를 어떻게 설정할 것인지에 대한 새로운 결과가 나오지 않았다. 또한 1월 13일 AfD를 제외한 모든 주 의회 선출 정당의 회의에서도 뚜렷한 결과가 나오지 않았다.
보도 라멜로 총리는 총선 이후 좌파당과 함께 적적녹 연정을 지속할 것이라고 밝혔다. 2월 4일 전 여당이었던 세 정당은 여소야대 주 정부를 계속 유지하기로 선언했다. 여당 의원은 CDU 및 FDP와 개별 안건에서 협력하기로 했다.

## 2020년 2월 주총리 선거

### 후보자 목록

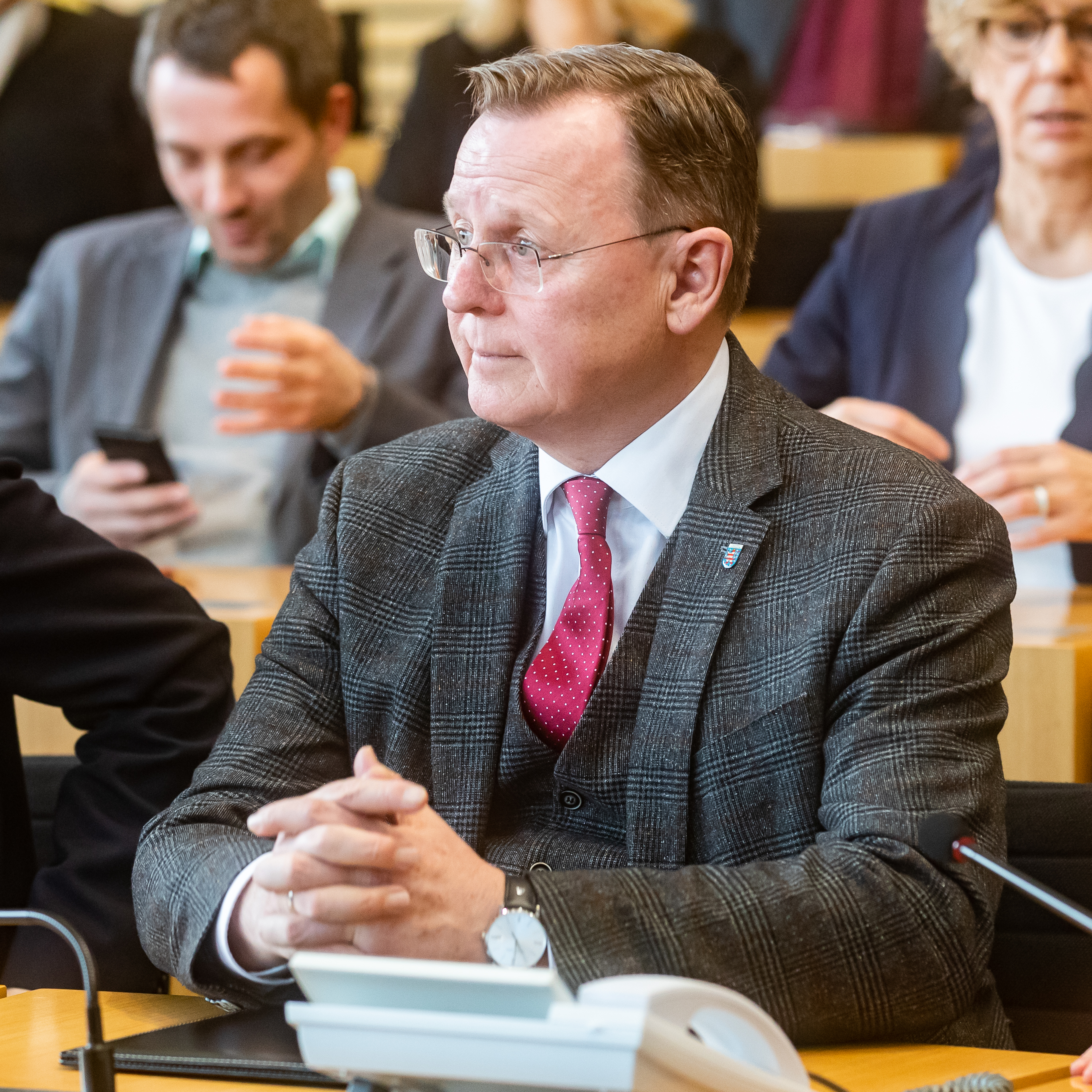
보도 라멜로
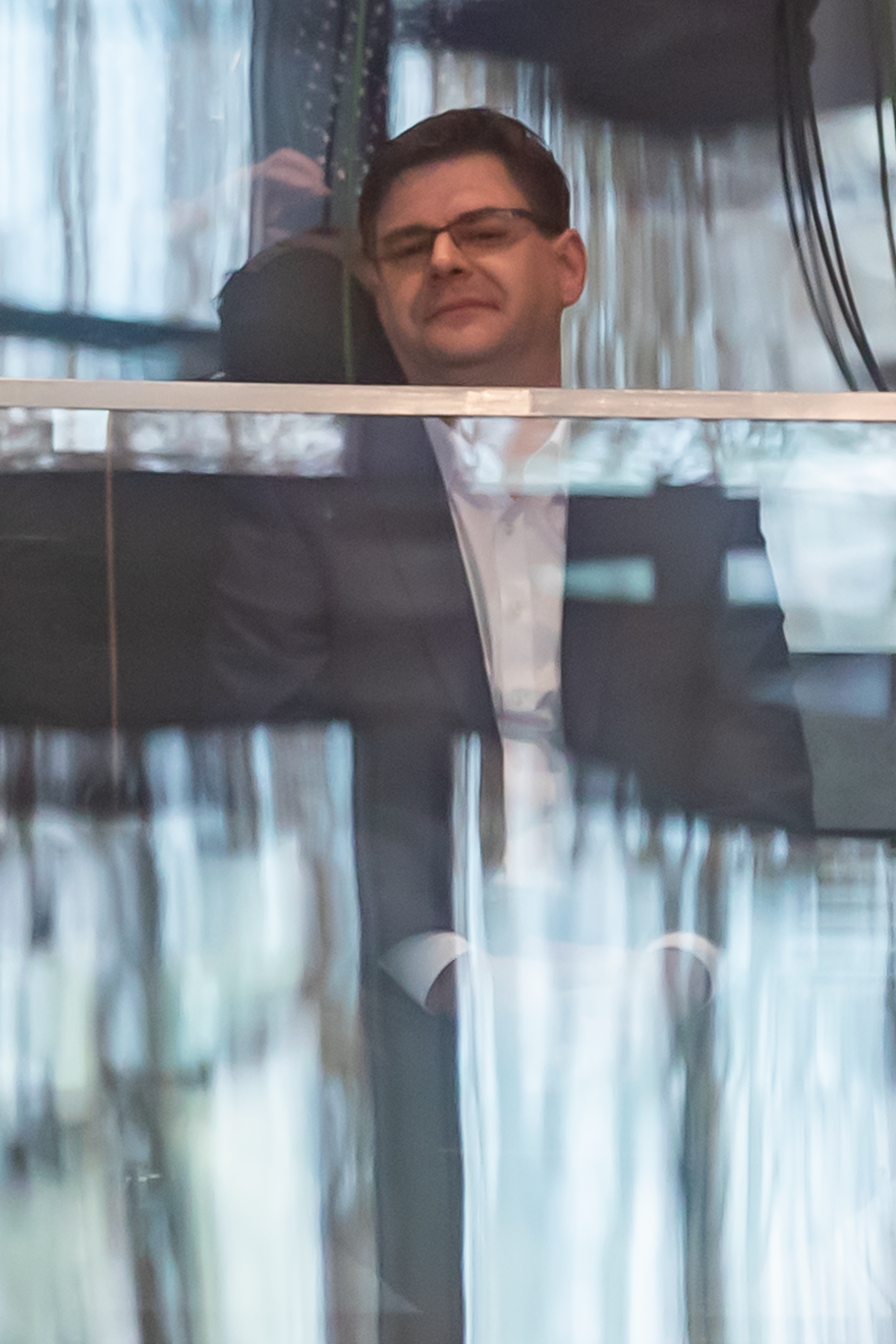
크리스토프 킨더파터
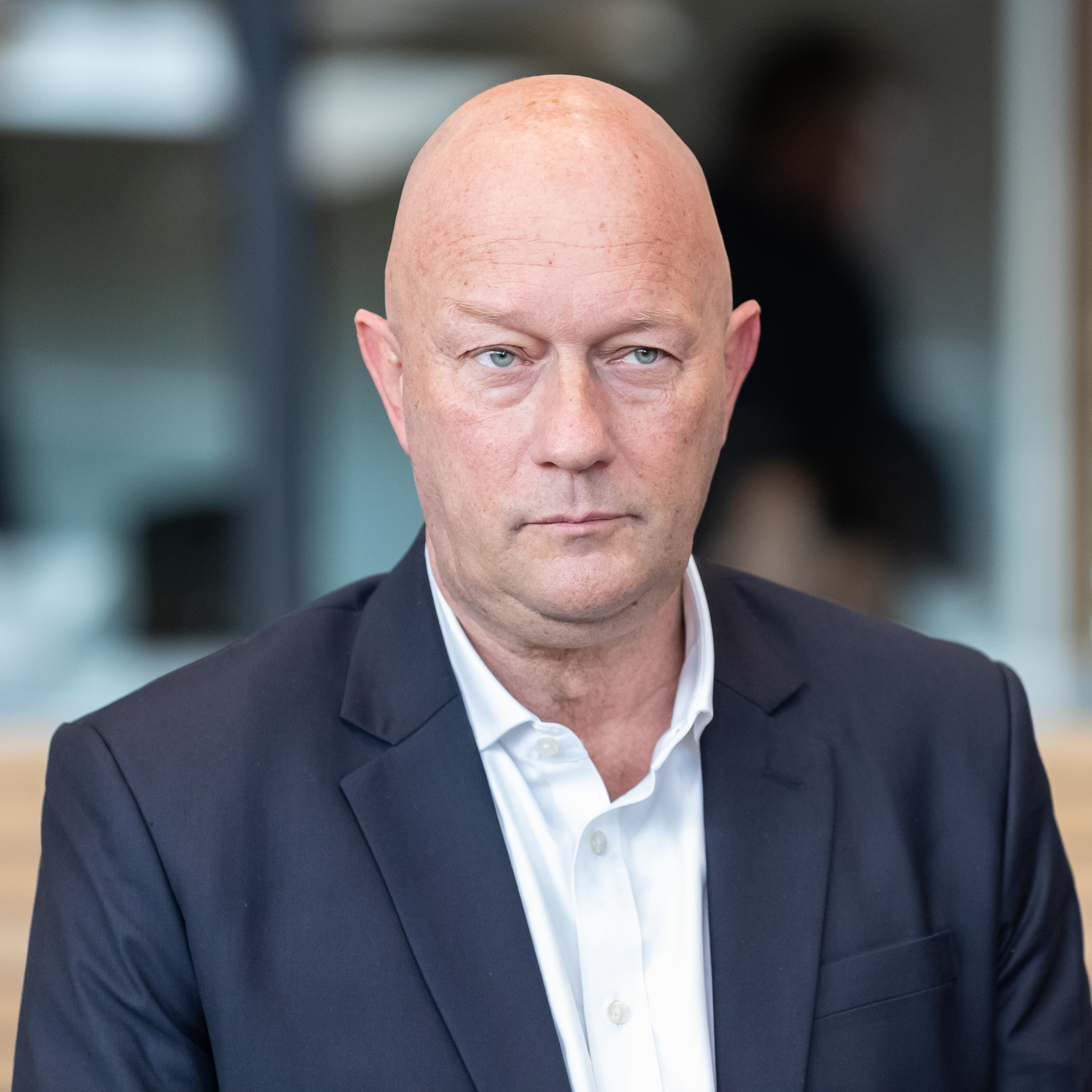
토마스 켐머리히

좌파당, 사민당, 녹색당은 보도 라멜로 전 총리를 후보로 추대했다.
AfD는 거의 무명의 후보였던 준트하우젠 시장 크리스토프 킨더파터(Christoph Kindervater)를 후보로 추대했다. 그는 이전에 기민련, 자민당, 대안당 주의회 의원으로부터 튀링겐주 총리직에 취임해 달라는 요청을 받았다.
자민당은 보도 라멜로가 2차 투표까지 당선되지 않았을 때 3차 투표에서 토마스 켐머리히를 입후보하기로 결정했다. 자민당의 설명에 의하면 좌파와 우파 모두의 후보에 대한 "시민의 대안"으로 상징적으로 입후보하기로 결정했다. 또한 대안당도 자민당 후보에게 기표할 것을 예상했기 때문에 대안당에서 자기 당 후보를 입후보할 경우에만 자민당 후보를 입후보할 계획이었다. 선거 다음 날 켐머리히는 호이테 주르날과의 인터뷰에서 의도하지 않았던 대로 진행될 수 있다고 밝혔다. 자민당은 대안당과의 협력이나 회담은 전부 거절했으며, 주 정부 수립에 대한 이 이상의 계획은 없었다.
주총리 선거가 진행되기 전 일부 언론에서는 기민련이나 자민당 후보가 대안당의 표를 받아서 세 번째 투표에서 당선될 가능성을 언급했다. 선거 전날, 사민당 튀링겐 지역당 대표인 볼프강 티펜제(Wolfgang Tiefensee)는 미텔도이체 차이퉁과의 인터뷰에서 "민주주의에 심각한 손상을 입히는 댐 붕괴이자 독일 국외로도 영향을 줄 수 있다"라고 경고했다. 선거 이전에 자민당 연방의회 교섭단체에서는 튀링겐에서의 상황에 대해 간략히 논의했고, 당 대표 크리스티안 린트너는 대안당의 투표에 대해서 경고했지만 자민당 튀링겐 지역당 대표는 단지 내부 문제일 뿐이라고 했다. 자민당에서는 대안당이 자당이 입후보한 후보에게 투표하지 않을 가능성을 전혀 예상하지 못했다. 일부 언론 보도에 따르면 기민련 당대표인 안네그레트 크람프카렌바우어는 튀링겐 지역당 대표 모링과 자민당 대표 린트너에게 켐메리히 후보가 출마하지 않을 것을 요청했다.

### 켐머리히 총리 선출

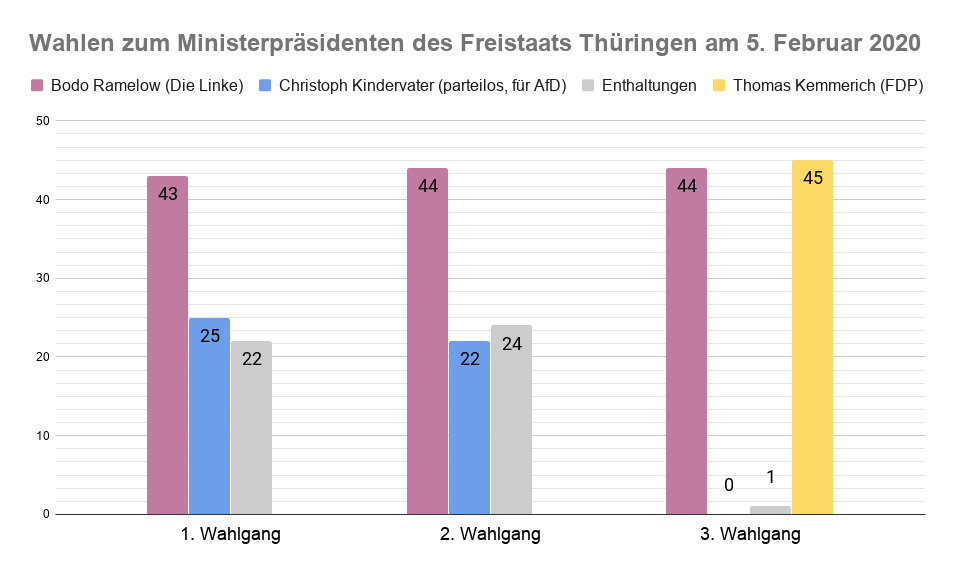
주총리 선거 투표 결과

튀링겐 헌법에 의하면 첫 두 번의 투표에서 과반수를 득표해야 주총리로 당선될 수 있다. 당선자가 정해지지 않으면 세 번째 투표에서 최다 득표자를 주총리로 당선시킨다. 주총리 후보자가 찬성표보다 반대표가 더 많을 때 당선될 수 있을지 여부는 논란의 여지가 있다.
1차 투표에서 보도 라멜로는 총 43표를 득표했으며, 좌파당, 사민당, 녹색당 의원의 수를 합한 것보다 한 표를 더 차지했다. 크리스토프 킨더파터 후보는 25표를 득표했고 대안당 외부에서도 최소 3표를 득표했다. 기권표는 총 22표였다. 두 후보 모두 과반수인 46표 이상을 확보하지 못했기 때문에 2차 투표가 진행되었다. 2차 투표에서 보도 라멜로는 44표, 크리스토프 킨더파터는 22표를 득표했다. 이는 대안당 의원의 수와 정확히 일치했다. 기권표는 총 24표였다.

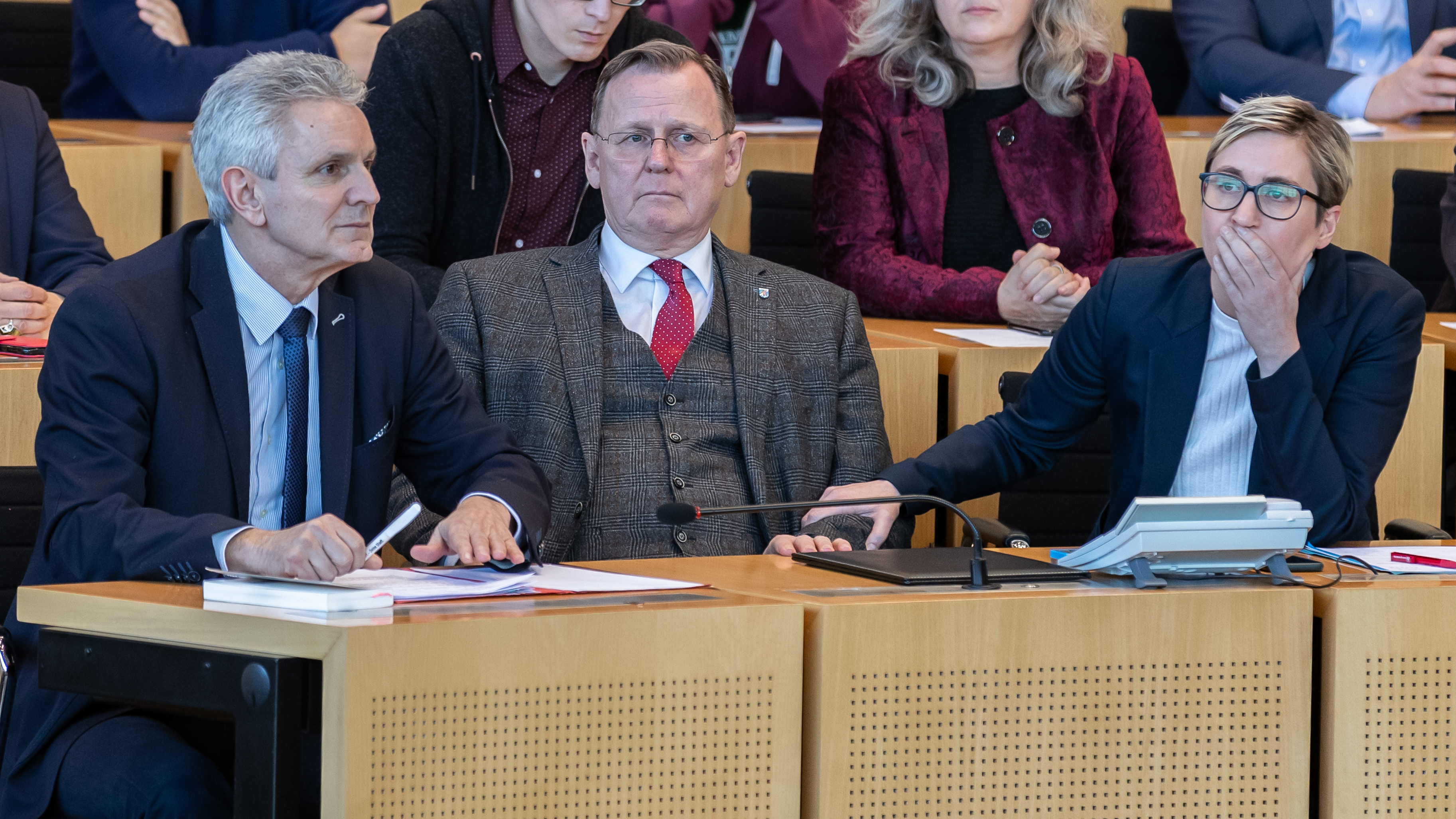
2020년 2월 5일 제3차 투표 결과 발표 당시 안드레 블레흐슈미트, 보도 라멜로, 주자네 헤니히벨조

결과적으로 3차 투표가 진행되었고, 대안당에서는 킨더파터 후보의 입후보를 유지했고, 자민당에서는 토마스 켐머리히 후보를 입후보했다. 3차 투표 결과 토마스 켐머리히 후보는 45표, 보도 라멜로 후보는 44표, 크리스토프 킨더파터 후보는 0표를 득표했고, 기권표는 1표 있었다. 그 결과 켐머리히가 새로운 튀링겐 총리로 선출되었다. 비록 개별 의원의 투표는 비밀 투표였으나, 득표 수로 미루어 본 결과에 의하면 대안당 측에서는 자당 킨더파터 후보가 후보직을 유지했음에도 불구하고 자민당과 기민련과 함께 켐메리히 후보에게 만장일치로 투표했음을 알 수 있다. 이후 대안당 측에서는 이 선거 전략을 공개했다.

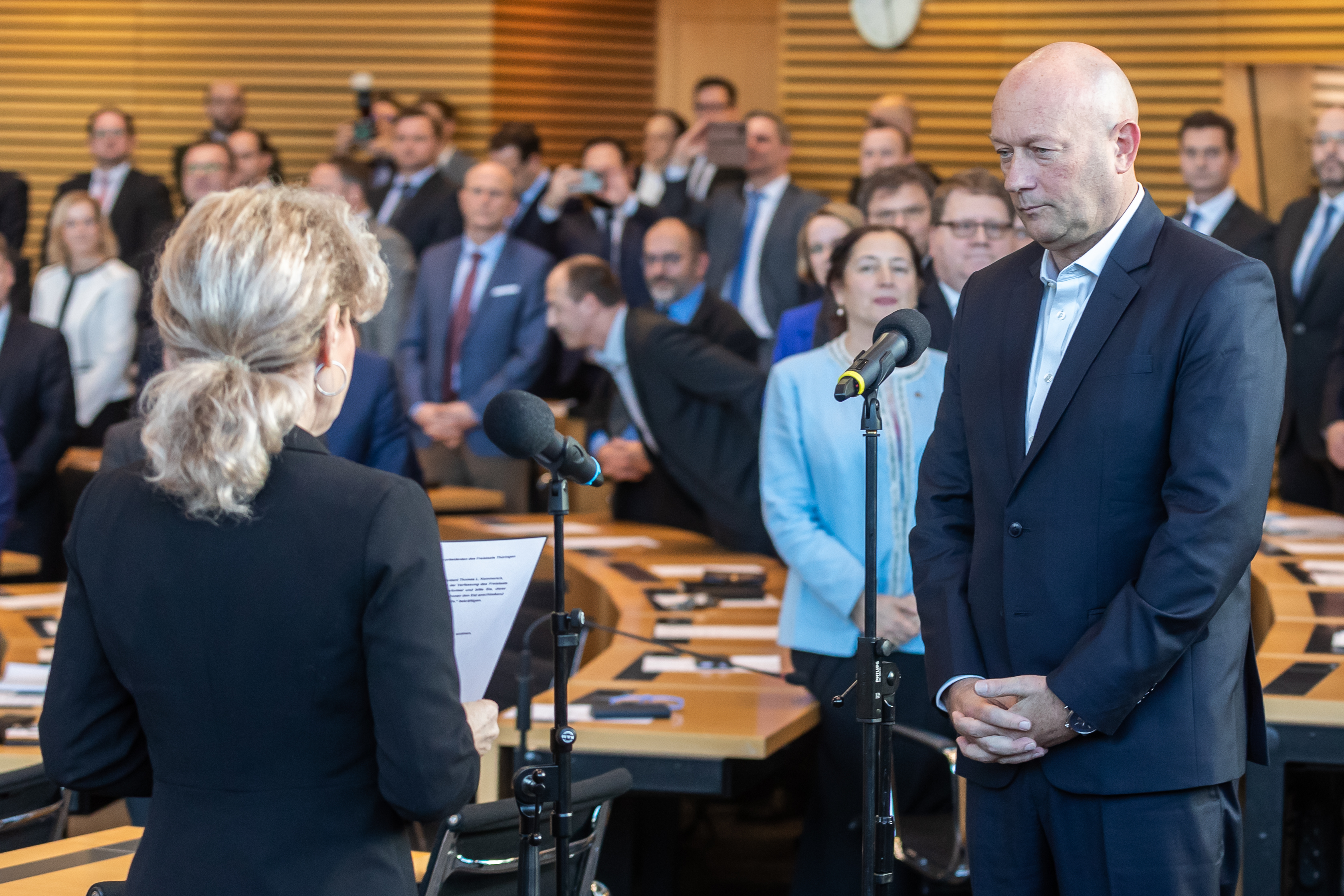
2020년 2월 5일 튀링겐 주의회 대표 비르기트 켈러(왼쪽)로부터 주총리 임명장을 수여받는 토마스 켐머리히(오른쪽)

토마스 켐머리히는 선거 결과를 수락하고 당선 선서를 했다. 자민당 대표 크리스티안 린트너는 이를 정당화하면서 "상황에 압도되었다"라고 밝혔다. 그는 라인홀트 마이어(Reinhold Maier) 이후 독일에서 두 번째로 선출된 자민당 주총리였으나, 동시에 주 의회 내에서 가장 적은 수의 당선자를 배출한 정당에서 당선된 최초의 주총리였고 대안당 투표를 통해서 당선된 최초의 주총리였다. 선거 절차 자체에는 문제가 없었으나, 기민련-자민당, 사민당-녹색당 모두 튀링겐과 독일 연방에서 대안당과 협력하지 않기로 합의했다.
선거 직후 켐머리히 총리는 대안당과의 협력을 배제하고 기민련, 사민당, 녹색당과 함께 초당파 내각을 결성하자고 제안했다. 이 제안은 즉시 거부되었고, 이전의 적적녹 연정에서는 사임하라는 최후 통첩을 주었다. 기민련, 자민당, 녹색당은 주 의회 90석 중 39석을 차지하고 있었다. 켐머리히 총리는 주 장관 임명을 포기하고 자민당 교섭단체를 대표하여 주 의회 개회를 무기한 연기하기를 요청했다. 좌파당, 사민당, 녹색당은 반대했으나 대안당, 기민련, 자민당의 투표로 승인되었다.

### 주정부 구성
켐머리히 총리 취임 이후 라멜로 내각을 구성했던 장관은 전부 사임했다. 켐머리히 총리는 새로운 장관을 임명하지 않았기 때문에 주 정부의 유일한 구성원이었다. 주 정부의 각 부서는 라멜로 내각에서 임명했던 사무차관이 임시로 장관 역할을 담당했다. 내각 회의는 없었다.
독일 연방상원에 튀링겐주 대표로 지명된 의원도 없었고, 그 결과 상원 회의에 튀링겐주는 참석하지 않았다. 2020년 독일 내무부장관 회의 의장을 담당했던 튀링겐 내무부 장관 게오르크 마이어(Georg Maier)의 의장직은 임시로 슐레스비히홀슈타인 내무부 장관인 한스요아힘 그로테(Hans-Joachim Grote)가 담당했다.
헌법 연구자 미하엘 마이어, 로버트 빌레(포츠담 대학교 연구원)와 마티아스 프리에(EBS 대학교 헌법 및 행정법 교수)는 튀링겐 주헌법에 의하면 주정부 장관은 후임자가 임명되기 전까지는 장관직을 유지하기 때문에 라멜로 내각에서 임명했던 장관은 여전히 장관직을 유지하고 있다고 보았다.

### 반응

#### 정치계

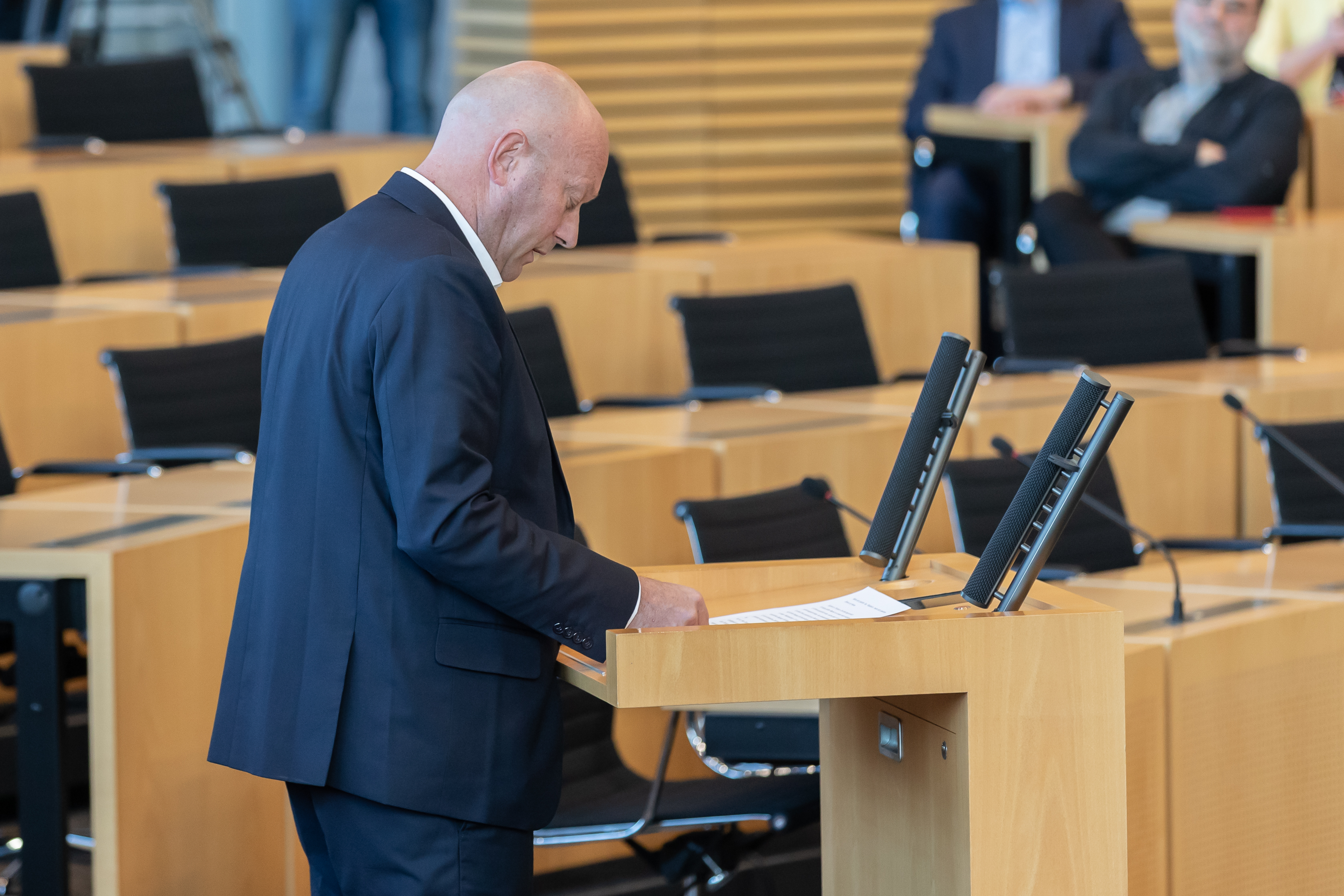
2020년 2월 5일 토마스 켐머리히의 주총리 취임식

주총리 취임 선서 이후 좌파당의 지역당 및 교섭단체 대표인 주자네 헤니히벨조는 켐머리히와의 악수를 거부하고 라멜로 총리 당선을 예상하고 준비했던 꽃다발을 던졌다. 취임 연설을 하는 동안 회의장에서 좌파당 소속 의원은 "협잡꾼!"(Scharlatan!)과 "위선자!"(Heuchler!)를 외쳤고, 주의회 의사당과 베를린의 자민당 중앙당 앞에서는 시위가 벌어졌다.

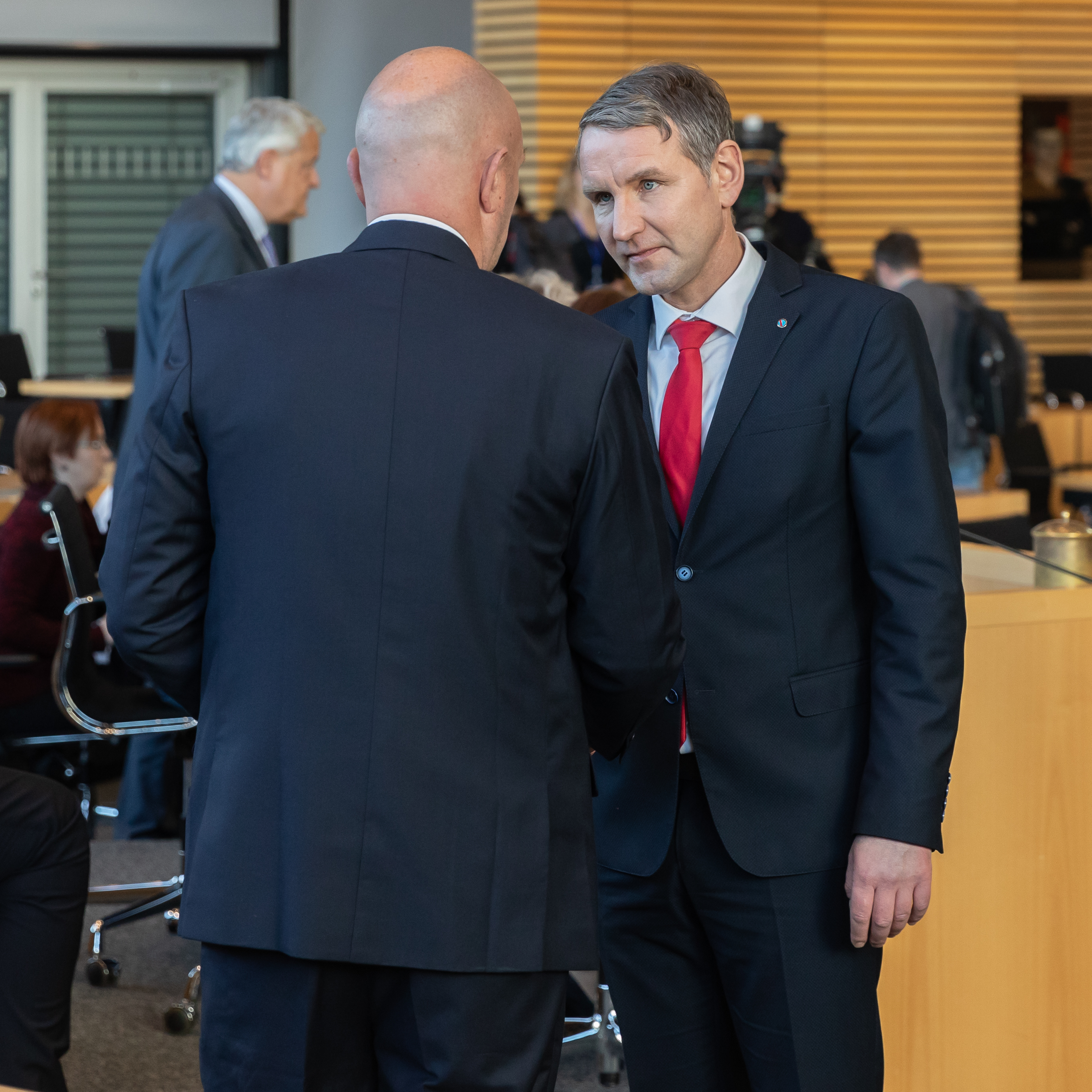
2020년 2월 5일 토마스 켐머리히(왼쪽)를 축하하는 비외른 회케(오른쪽)

라멜로 총리는 퇴임하면서 그의 트위터에 1930년 튀링겐의 바움-프리크 내각이 성립된 것과 유사하다는 트윗을 게시했다. 이 트윗은 비외른 회케가 토마스 켐머리히를 축하하는 장면과 1933년 아돌프 히틀러가 파울 폰 힌덴부르크를 축하하는 장면을 나란히 배치하였기 때문에 논란을 일으켰고 며칠 뒤 삭제되었다.
대안당 튀링겐 지역당 대변인 슈테판 묄러(Stefan Möller)는 선거 과정에 대해서 "이것이 우리의 전략이었다. 우리는 켐머리히 후보를 반대파 후보로 추대하기로 했다. 그 역시 동의했다. 그리고 우리는 그를 계획대로 선출했다."라고 밝혔다.
켐머리히의 당선은 튀링겐 외부에서는 대안당, 일부 자민당 및 가치연합(Werteunion)의 지지를 받았다. 자민당 연방대표 볼프강 쿠비츠키(Wolfgang Kubicki)는 DPA에 "튀링겐 주의회 다수의 투표로 민주주의적 중앙에 위치한 후보자가 당선되었다. 그는 튀링겐을 위한 현명한 정책을 발전시킬 기회를 가져올 것이다"라고 밝혔다. 자민당 대표 크리스티안 린트너는 "비밀 투표에서 우리 당 후보자를 지지할 수 있는 사람은 우리가 마음대로 할 수 없다"라고 밝혔다. 대안당 당대표 외르크 모이텐(Jörg Meuthen)은 선거 결과에 대해 독일 정치 변화의 첫 번째 조각이라고 밝혔다.
그러나 선거 결과와 켐머리히 총리 당선은 독일 전국에 우려를 일으켰고 자민당을 포함한 주요 정치인이 비판하기 시작했다. 게르하르트 바움(Gerhart Baum), 마리아그네스 슈트라크치머만(Marie-Agnes Strack-Zimmermann), 알렉산더 람프스도르프, 요아힘 슈탐프(Joachim Stamp), 카탸 주딩 등 전현직 자민당 정치인은 즉각적인 사임을 요구했다. 크리스티안 린트너 역시 켐머리히의 사임을 촉구했고 이 선거 조건을 받아들인 것은 실수라고 평했다.

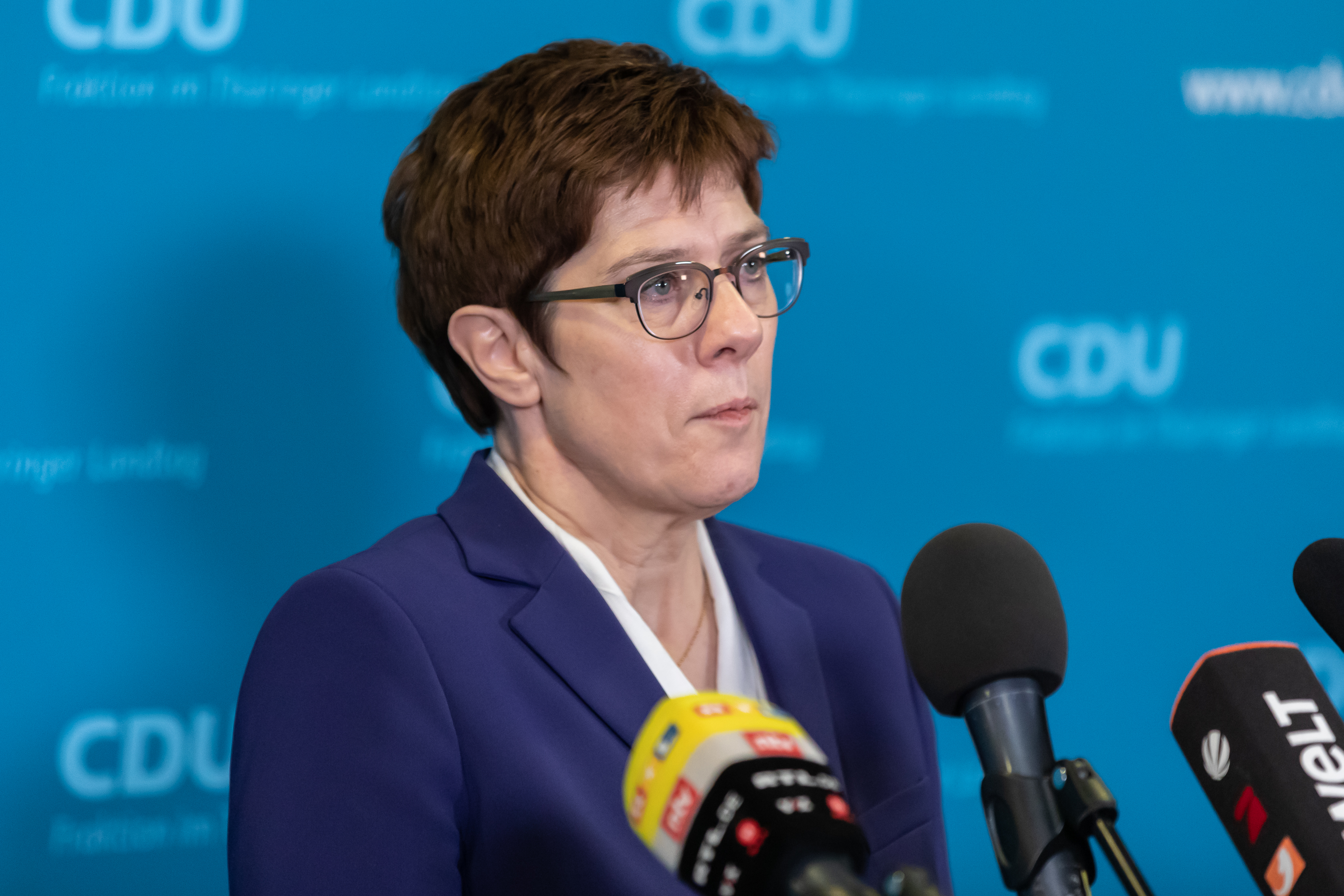
2020년 2월 7일 튀링겐 주의회에 출석한 안네그레트 크람프카렌바우어

기민련 대표 안네그레트 크람프카렌바우어는 켐머리히는 대안당의 투표 없이는 취임하지 않았을 것이기 때문에 그와 협력하는 것은 대안당과 협력하지 않는다는 당 정책을 위반하는 것이라고 밝혔다. 독일 총리 앙겔라 메르켈 역시 켐머리히 당선을 "용서할 수 없는 과정"이라고 밝혔고, 선거 결과를 되돌려야 한다고 했다. 기사련 당대표인 마르쿠스 죄더 역시 선거를 수락할 수 없다고 했고, 사민당 대표 노르베르트 발터-보르얀스 역시 정치 스캔들이라고 표명했다.녹색당 대표 아날레나 베어보크는 켐머리히 총리가 즉시 사임할 것을 촉구했으며 좌파당 대표 베른트 릭싱어(Bernd Riexinger)는 여러 정치 평론가들가처럼 "둑이 무너진 것"이라고 했다.
기민련 소속 튀링겐 주의회 의원의 반응은 다양했다. 디 차이트에서 의원들에게 보낸 "왜 이러한 선택을 하셨습니까?"라는 질문에 대해서 라이몬트 발크(Raymond Walk) 의원은 "켐머리히 후보는 중도파의 후보이며, 대안당이 자기 당에서 입후보한 후보를 배신할 생각은 하지 못했다"라고 답했다. 베아테 마이스너(Beate Meißner) 의원은 "켐머리히 주총리 당선이 나에게 행운인지에 대해서는 말할 수 없다. 그러나 대안당의 행동은 나도 예상하지 못했다. 가짜 후보를 입후보시키는 것이나 의원들이 연합해서 행동하는 것 모두. 어떻게 보면 지도자원리에 의한 행동일 수도 있다."라고 답했다.
외르크 켈너(Jörg Kellner) 및 미하엘 헤임(Michael Heym) 기민련 의원은 켐머리히에 투표한 것과 주총리직을 수락한 것을 정당화했고, 연방 정치권의 압력으로 켐머리히가 사임한 것을 부당하다고 생각했다. 마르틴 헨켈(Martin Henkel)은 주총리 선거에서 기민련, 자민당, 사민당의 협력을 기대했다고 밝혔다. 한편 기민련 지역당 대표 미케 모링 외에도 타데우스 쾨니히(Thadäus König), 토마스 고트바이스(Thomas Gottweiss) 등은 예상된 선거 결과를 경고하고 있었다.
전직 튀링겐 주총리 디터 알트하우스(CDU)는 당의 행동을 비판했고 "정치적 딜레탕트주의"라고 했다. 한편 켐머리히 선거 이후 회원 수가 급증한 가치연합(Werteunion)은 켐머리히의 당선을 축하했고, 기민련 측에서는 가치연합과 함께할 수 없다는 결의안을 통과시키려고 했다. 가치연합의 회장인 알렉산더 미치(Alexander Mitsch)는 "콘라트 아데나워와 헬무트 콜을 배출한 정당의 일부 당원은 자민당 정치인보다는 좌파를 총리로 선호하는 스캔들"이라고 평했다.
전직 벨기에 총리였던 히 버르호프스타트는 이 선거 결과를 받아들일 수 없다고 평했다.
연방의회 의장 볼프강 쇼이블레는 튀링겐 주의회에서 있었던 일과 연방 정치권의 대응을 비판했다. "선거를 통해서 당선된 주의회 의원이 헌법기관인 총리를 선출했던 과정은 우리의 의회 민주주의에 적합하지 않다. 민주주의는 절차와 기관을 존중할 때만 작동하며, 이는 누구에게나 적용된다. 에르푸르트에서 있었던 일은 이를 다양하게 위반했다."
라인란트팔츠주 총리 말루 드라이어(SPD)는 켐머리히 주총리 선거 결과를 다음과 같이 비판했다. "기민련과 자민당 튀링겐 지역당은 극우파 정당이 집권할 수 있도록 길을 열었다. 이 행동은 금기를 깨는 것 이상이다. 이 행동은 우리의 민주주의를 손상시킨다. 대안당의 인형이 아니고 방어적 민주주의가 작동하는 것을 증명하려면 기민련과 자민당 연방당에서 행동해야 한다." 헤센주 총리 폴커 부피어(CDU) 역시 켐머리히 총리 당선을 비판했다. "튀링겐의 상황은 용납할 수 없다. 튀링겐에는 대안당의 영향력이 없는 안정적인 내각이 필요하다. 가장 좋은 방법은 재선거이다."
노르트라인베스트팔렌주 총리 아르민 라셰트(CDU)는 켐머리히 주총리 선거 결과를 다음과 같이 비판했다. "내각 지도자는 다수를 차지하기 힘든 상황에서 기회가 있더라도 극단주의자의 힘으로 집권하면 안 된다." 그는 켐머리히를 오랫동안 알고 있었고 같은 고향에서 같은 김나지움을 졸업했다.
당시 자민당 함부르크 지역당의 함부르크 주의회 선거 후보자였던 아나 폰 트로이엔펠스(Anna von Treuenfels)는 켐머리히는 선거 결과를 받아들이지 말았어야 했다고 밝혔다.
사민당 연방 당대표 자스키아 에스켄과 총비서 라르스 클링바일은 켐머리히 총리 당선을 "사전에 기획된 것"이라고 밝혔다.
연방 정무차관 도로테 베어(Dorothee Bär, CSU)는 켐머리히 총리 당선을 축하한다는 트윗을 올렸으나, 나중에 트윗을 지우면서 "실수"라고 밝혔다.
당시 연방정부 신연방주 사무관이었던 튀링겐의 크리스티안 히르테(Christian Hirte)는 켐머리히 총리 당선을 축하한다는 트윗 때문에 사임했다.

#### 기타

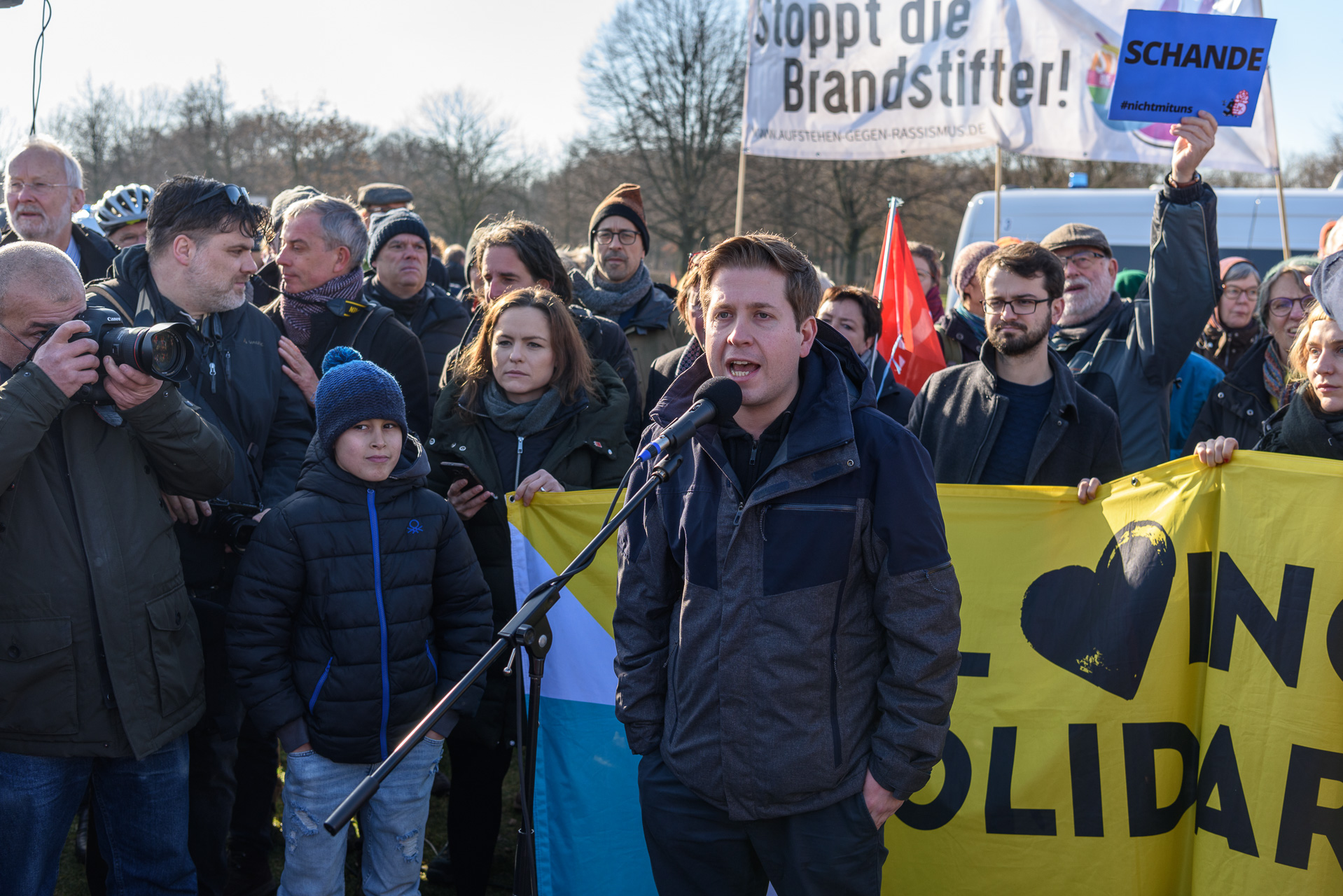
2020년 2월 8일 베를린 총리관저 앞에서 자민당, 기민련, 대안당의 행동을 비판하는 시위

좌파당, 사민당, 녹색당, 기타 시민단체에서는 켐머리히 총리 당선일 시위를 조직했다. 독일 전국에서 튀링겐 6개 도시를 포함하여 최소한 15개 도시에서 시위가 있었다. 당선 다음날에도 시위는 계속 이어졌다. 2020년 2월 15일 에르푸르트에서는 약 9,000-18,000명이 모여서 "우리와 함께할 수 없다 - 파시스트와 협약할 수 없다"라는 시위를 진행했다.
자민당 지역 대표단에 의하면 켐머리히 당선 이후 협박 편지와 대량의 이메일 등으로 집중적인 혐오발언에 노출되었다고 밝혔다. 직접적으로 위협에 노출되면서 주총리 자신뿐만 아니라 사택과 자녀도 보호 대상에 포함되었다. 독일 전국의 자민당 정치인도 협박과 공격에 노출되었다. 자민당의 여러 지역당도 낙서가 칠해지고 시설이 훼손되었다. 일부는 경찰의 보호를 받아야 했다. 한편 뒤셀도르프에 있는 기민련 NRW 지역당사도 낙서가 칠해졌다.
대안당의 지원을 받은 켐머리히 주총리 선거 결과 때문에 2020년 함부르크 주의회 선거에서 자민당은 봉쇄 조항에 미달하는 4.9%를 득표하여 2008년 함부르크 주의회 선거 이후 또 다시 함부르크 주의회에 진출하지 못하게 되었다.

### 켐머리히 주총리 사임
주총리 선거 다음날인 2020년 2월 6일 크리스티안 린트너는 튀링겐을 방문하여 자신의 당대표직을 걸고 토마스 켐머리히 주총리의 사임을 요구했다. 켐머리히 주총리는 당일 자신이 주총리에서 사임할 것이라고 발표했다. 한편 튀링겐 주의회 자민당 그룹은 튀링겐주 헌법 제50조에 따라서 의회 해산을 요구하기로 했다. 의회 해산이 실패했다면 헌법 제74조에 따라서 재선거를 치를 수 있는 신임 투표를 열 예정이었다.
연방정부의 기민련, 기사련, 사민당 연합과 자민당에서 2월 8일 켐머리히 총리의 사임을 요구했고, 그 날 사임을 선언했다. 다음 주총리가 선출되는 3월 4일까지는 주총리직을 유지하게 된다.
켐머리히 총리는 자신의 총리 임금과 전환기 수당 약 93,000유로를 총리 사임 이후에 받겠다고 했다. 만약 지연된 수령이 불가능하다면 튀링겐주의 스탈린주의 희생자 협회나 사회주의통일당 독재 청산 협회 등 시민단체에 임금 초과분을 기부하기로 했다. 그러나 스탈린주의 희생자 협회에서 전직 대안당원이 활동한다는 것을 알게 된 이후에는 기부 약속을 취소했다. 보도 라멜로가 다시 선출된 이후 전환기 수당과 총리 임금은 약 110,000유로로 계산되었다.

## 정치적 결과

### 연방 및 주 기민련
튀링겐 주총리 선거를 통해서 기민련 내에서 대안당과의 관계 설정에 대한 의견이 나뉨이 드러났다. 기민련 튀링겐 지역당 대표인 미케 모링은 처음에는 비판에도 불구하고 켐머리히 주총리 선거를 옹호했다. 에르푸르트에 기민련 대표단이 방문한 후 그는 기민련 지역당 대표 및 튀링겐 주의회 원내대표에서 사퇴한다고 발표했다.모링이 켐머리히 선거를 적극적으로 지원했는지 여부는 알려지지 않았다. 2020년 3월 2일 기민련 튀링겐 지역당 대표로 마리오 포이크트(Mario Voigt)를 선출했다.
연방정부 신연방주 사무관 크리스티안 히르테(CDU)는 켐머리히 총리 당선을 축하한다는 트윗을 올린 후 연방총리의 의견에 따라 2020년 2월 8일 사임을 발표했고, 사표가 수리되었다.
2월 10일 안네그레트 크람프카렌바우어는 기민련 연방대표에서 사임한다고 발표했으며 이는 오랜 시간을 둔 결정이라고 밝혔다. 대부분 언론에서도 사임은 오랜 기간 동안 결정된 사안이라고 보았다.

### 연방 자민당
자민당 연방대표 크리스티안 린트너는 2월 7일 재신임투표를 열겠다고 발표했다. 대안당의 지원을 받았음에도 불구하고 자민당 후보인 켐머리히의 당선을 환영했다는 점 때문에 계속 비판받았다. 그는 나중에 성명에서 켐머리히의 입후보 자체가 이미 실수라고 인정했다. 당 대표단은 재신임투표에서 그의 연임을 결정했다.
2020년 10월 9일 켐머리히는 실수를 한 것은 2020년 2월 5일 당선을 받아들인 자신이 아니라 상황을 만든 다른 정치인이었다고 인터넷을 통해서 밝혔다. 그 후 자민당의 연방 대표단은 이 성명과 관계가 없다고 밝혔고 다음 주총리 선거에서 그를 지원하지 않겠다고 발표했다.

### 여론조사
켐머리히 총리 당선 직후 튀링겐 지역 여론 조사에서는 좌파당의 지지율이 올라가고 기민련의 지지율이 감소했다. 한편 봉쇄조항 5%에 근접한 자민당은 봉쇄조항 미만으로 지지율이 감소했다.

## 2020년 3월 주총리 선출

### 라멜로 총리 추대 합의
2020년 2월 21일 좌파당, 사민당, 녹색당, 기민련은 정부 위기를 극복하는 조치에 합의했다. 기민련 측의 주총리 선거 연기와 적적녹 연정 측의 라멜로 총리 재추대라는 양측의 요구 사항을 모두 만족했다.
네 정당은 2020년 3월 4일 보도 라멜로를 2020년 3월 4일 총리로 선출하고 좌파당, 사민당, 녹색당의 여소야대 정부를 구성하기로 합의했다. 한편 다음 주총리 선거는 2021년 4월 25일 이전까지는 진행하지 않기로 결정했다. 이 기간 동안 주 정부가 유지되도록 하는 "안정화 조치"에 의하면 기민련 측에서는 기민련, 자민당, 대안당이 협력하여 내각을 방해하지 못하도록 기민련의 모든 안건을 연립여당과 합의하기로 했다. 동시에 좌파당, 사민당, 녹색당의 안건 역시 기민련과 합의하기로 했다. 2021년 예산안 역시 합의 사항에 포함된다.
이 합의는 기민련 연방에서의 좌파당 및 대안당과 협력을 거부하는 정책과는 위배되며, 동시에 켐머리히 총리를 당선시켰던 대안당과의 협약 역시 기민련 연방 정책과 위배된다. 따라서 기민련 연방당에서는 합의를 거부했다. 기민련 사무총장 파울 치미아크(Paul Ziemiak)는 "[기민련의] 신념과 기본 가치에 관한 것이며 정치적 합의에 부칠 것이 아니다"라고 밝혔다. 기민련 튀링겐 지역당의 미케 모링은 "기민련이 안정된 합의안을 거부하지 않고 안정화된 상황을 위해서 다른 정당의 합의안을 받아들일 것"이라고 반론했다.

### 입후보
좌파당, 사민당, 녹색당은 기민련과의 합의에 명시된 대로 보도 라멜로를 후보로 지명했다.
대안당은 선거 이틀 전 교섭단체 대표인 비외른 회케가 입후보할 것이라고 밝혔다.
자민당 교섭단체에서는 라멜로와 회케 두 후보를 모두 거부했음을 분명히 하기 위해 선거에 참여하지 않을 것이라고 발표했다.
선거일 아침 라멜로는 기민련 교섭단체에게 "회케가 입후보하고 자민당 측의 무책임한 행동으로 […] 1차 투표에서 기민련 구성원을 소진하지 않아야 한다"라고 3차 투표에서 과반을 차지할 수 있도록 투표에 참여하지 않을 것을 요청했다.

### 라멜로 주총리 재선출
2020년 2월 주총리 선거와 마찬가지로 튀링겐 주헌법에 의하면 첫 두 번의 투표에서 주의회 의원의 과반수를 차지해야 주총리에 당선된다. 2차 투표까지 당선자를 결정하지 못했다면 3차 투표에서 최다 득표자를 주총리로 선출하게 된다.
2020년 3월 4일 1차 및 2차 투표에서 보도 라멜로는 좌파당, 사민당, 녹색당의 인원 수인 42표를 득표했다. 비외른 회케는 대안당의 인원 수인 22표를 득표했다. 기권표 21표는 대부분 기민련에서 나왔다. 자민당은 투표에는 참석했지만 기표하지는 않았다.

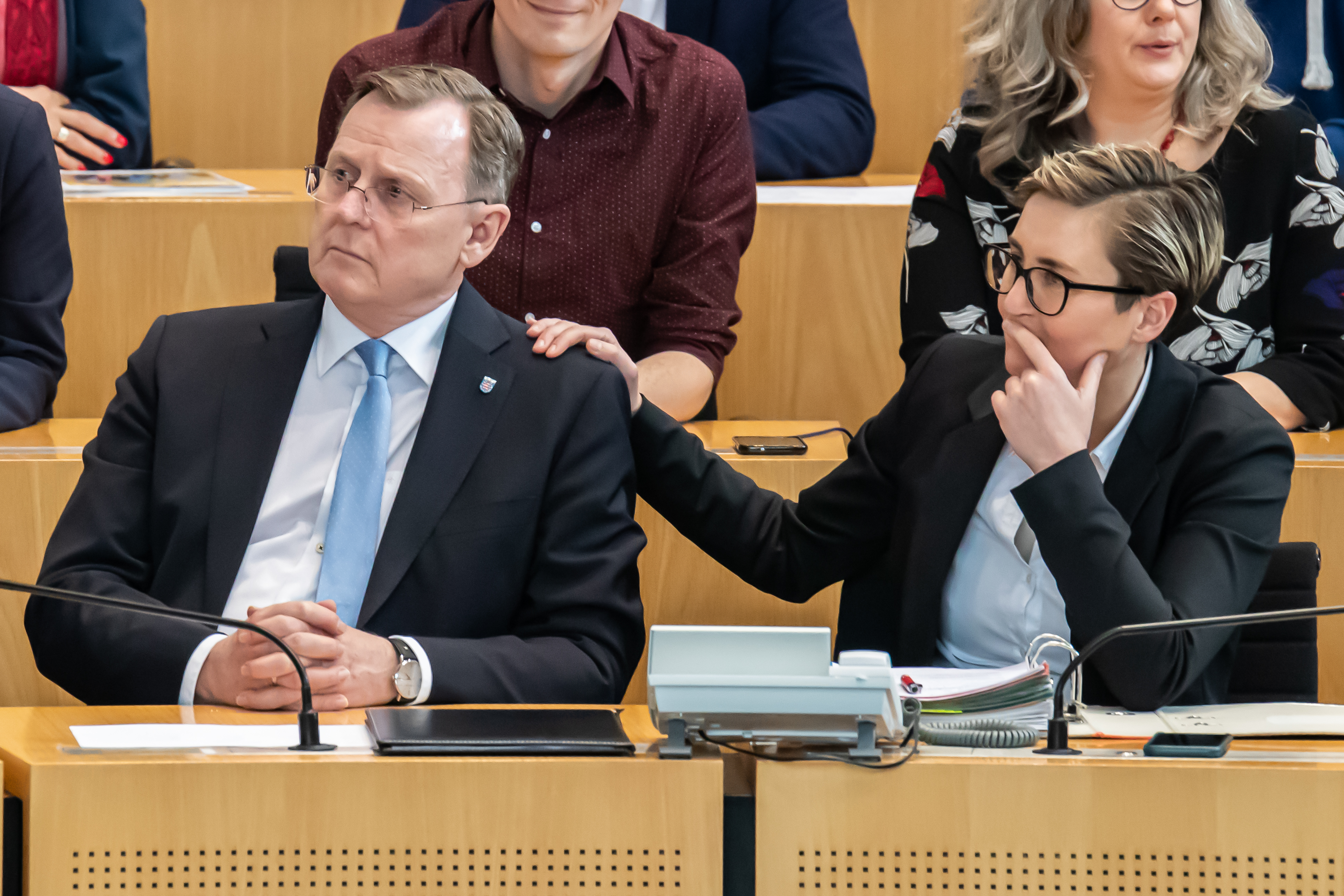
2020년 3월 4일 3차 투표 결과를 보는 보도 라멜로(왼쪽)과 주자네 헤니히벨조(오른쪽)

3차 투표에서 대안당은 비외른 회케의 입후보를 철회하여 보도 라멜로가 유일한 후보가 되었다. 3차 투표 결과 찬성 42표, 반대 23표, 기권 20표로 튀링겐주 총리로 재선되었다.

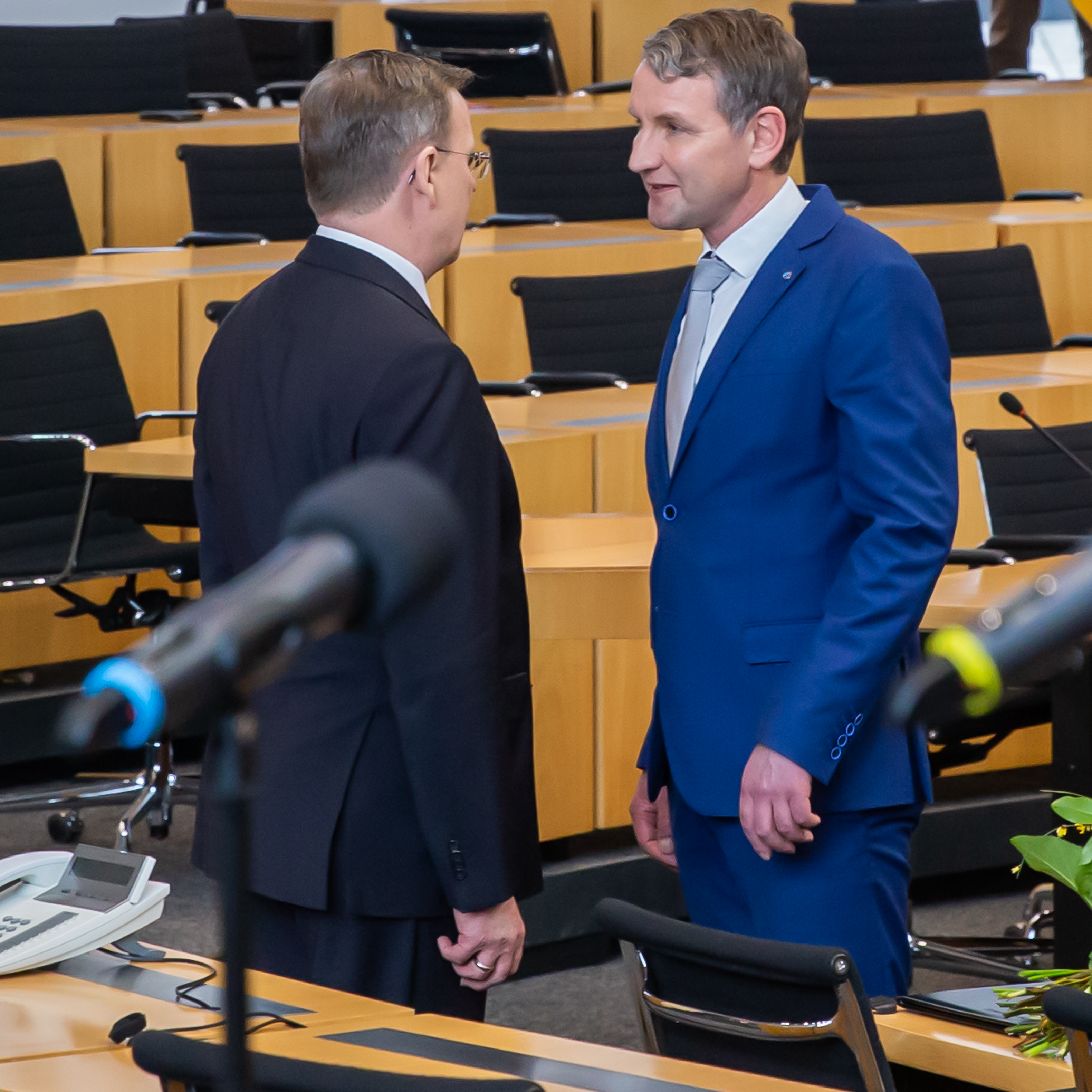
2020년 3월 4일 보도 라멜로(왼쪽)를 축하하는 비외른 회케(오른쪽)

라멜로의 취임 연설에서 정치 위기가 끝났음을 기뻐했고, 기민련 측의 안정화 협약에 감사를 표했으며 의회 내 교섭단체가 건설적으로 협력하기를 기원했다. 대안당 측은 자민당과 기민련이 함정을 설치했다고 비판했고, 의회와 민주주의를 존중하지 않는다고 비난했다. 보도 라멜로는 이를 이유로 들어서 비외른 회케와의 악수를 거부했음을 정당화했다. 또한 '민주주의를 짓밟는 것'을 중단하고 민주주의를 방어할 때에만 다시 악수할 수 있다고 했다.

### 반응
사민당 사무총장 라르스 클링바일(Lars Klingbeil)은 라멜로 총리 재선에 안도했다. 그가 트위터에 쓴 글로 "튀링겐의 혼란은 당분간 종료되었다. 자민당과 기민련이 또 다른 금기를 깨지 않은 것을 기쁘게 생각한다"라고 밝혔다. 좌파당 연방대표인 카탸 키핑도 비슷한 성명을 발표했다. "독일은 우익 세력이 "진정한 연대 대안"에게 승리할 수 없음을 튀링겐에서 배울 수 있다." 자민당 대표 린트너는 켐머리히를 선출한 대안당의 전술을 비판한 라멜로 총리에게 감사를 표했다.
반면 대안당은 비판적인 의견을 발표했다. 대안당 연방 대변인 외르크 모이텐(Jörg Meuthen)은 좌파당 정치인이 집권하는 것을 기민련과 자민당이 기권하거나 불참해서 도왔다고 비난했다. 자민당은 선거 참여를 거부해서 두 후보 모두에 대한 거부를 표명했다고 강조했다. 비외른 회케는 새 총리가 악수를 거부한 것이 예의가 없다고 비판했다. 그는 자신의 악수를 통해서 민주적인 선거를 수락했음을 밝히고 싶다고 했다. 그러나 쥐트도이체 차이퉁의 보리스 헤르만(Boris Herrmann)은 라멜로의 행동을 "이유가 있는 행동"이자 "역사책에 나타날 수 있는 상징적인 행위"로 평가했다. 한편 회케에 대해서 "단순한 대안당 정치인이 아니라 시스템을 오른쪽에서 훼손시키려는 목표를 가지고 있는 정파의 지도자"로 평했다.